# Adelites electreella
Adelites electreella är en fjärilsart som beskrevs av Hans Rebel 1934. Adelites electreella ingår i släktet Adelites och familjen antennmalar. Inga underarter finns listade i Catalogue of Life.